# Quiestède
Quiestède (flämisch: Kierestede) ist eine französische Gemeinde mit 654 Einwohnern (Stand: 1. Januar 2022) im Département Pas-de-Calais in der Region Hauts-de-France. Sie gehört zum Arrondissement Saint-Omer und zum Kanton Fruges. 

## Geographie
Quiestède liegt etwa acht Kilometer südsüdöstlich von Saint-Omer. Die Flüsse Melde und Laubourne bilden die nördliche Gemeindegrenze. Umgeben wird Quiestède von den Nachbargemeinden Heuringhem im Nordwesten und Norden, Racquinghem im Nordosten, Roquetoire im Osten und Süden sowie Ecques im Südwesten und Westen.

## Bevölkerungsentwicklung
| Jahr                       | 1962 | 1968 | 1975 | 1982 | 1990 | 1999 | 2006 | 2013 | 2020 |
| Einwohner                  | 335  | 303  | 291  | 402  | 537  | 665  | 649  | 631  | 625  |
| Quellen: Cassini und INSEE |      |      |      |      |      |      |      |      |      |

## Sehenswürdigkeiten
- Kirche Notre-Dame aus dem 16. Jahrhundert
- Schloss Laprée, 1760 erbaut, seit 1986 Monument historique

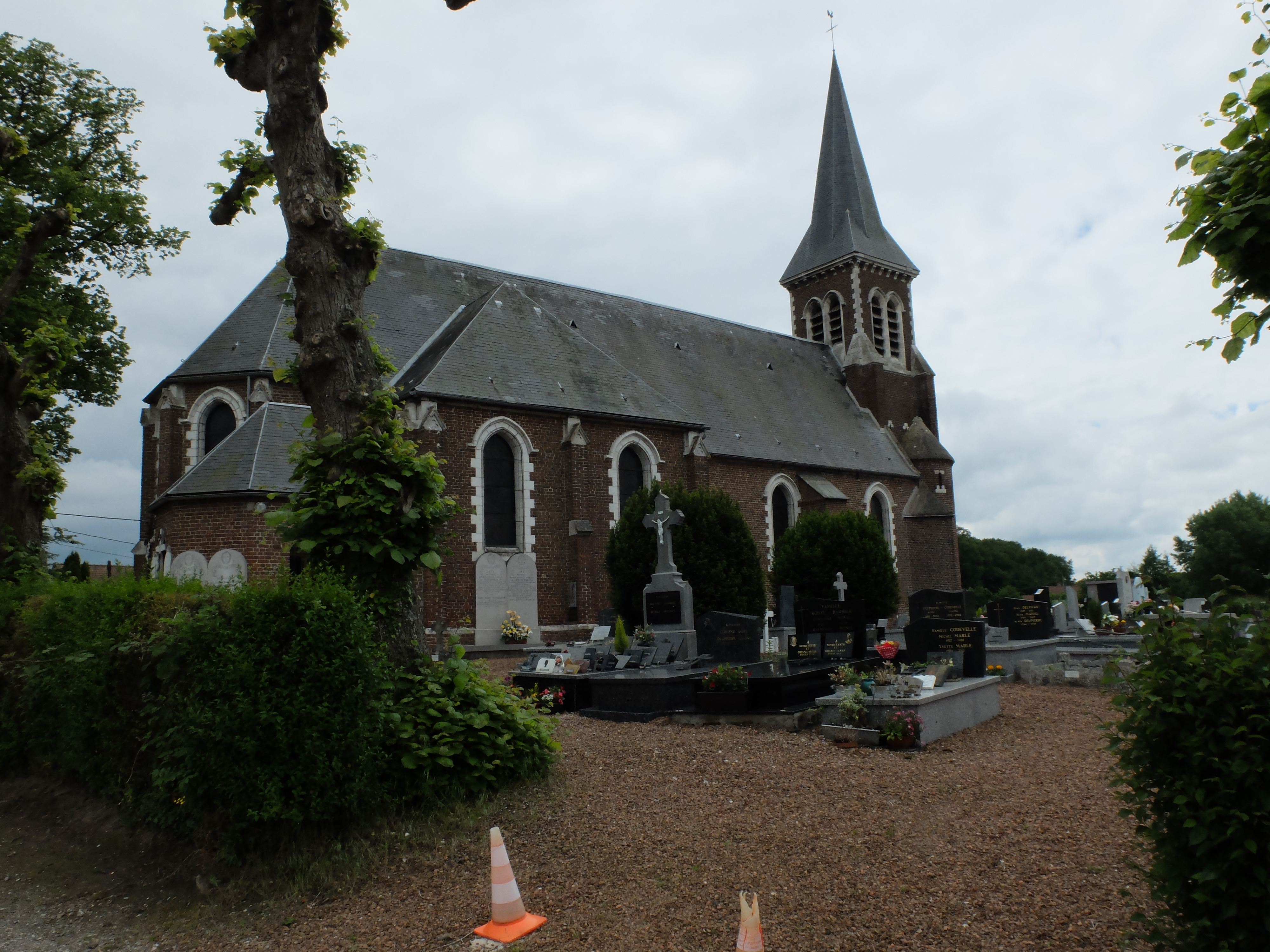
Kirche
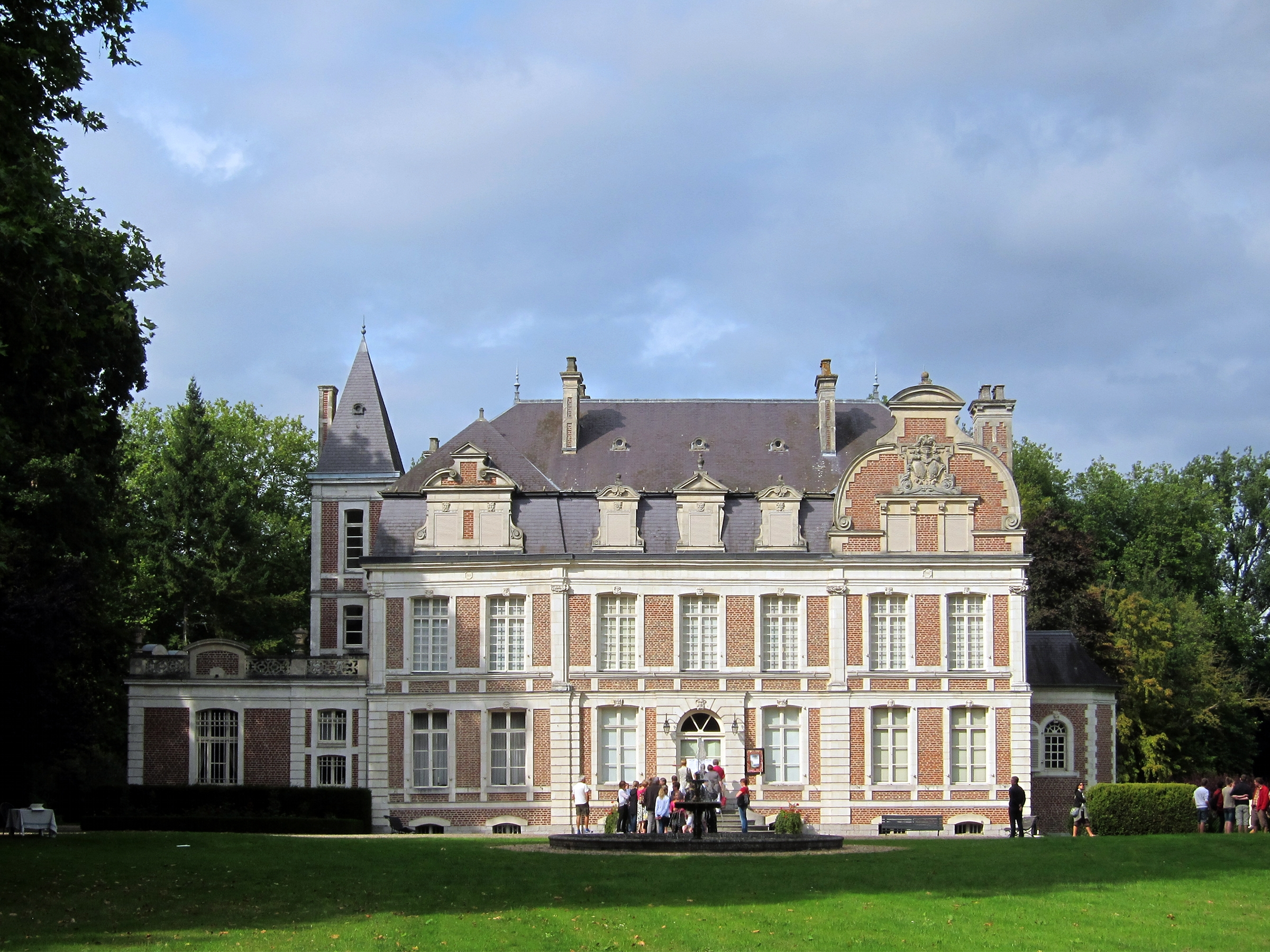
Schloss Laprée